# Studena, Vranje
Studena (izvirno srbsko Студена) je naselje v Srbiji, ki upravno spada pod Mesto Vranje; slednja pa je del Pčinjskega upravnega okraja.

## Demografija
V naselju živi 106 polnoletnih prebivalcev, pri čemer je njihova povprečna starost 49,7 let (46,0 pri moških in 53,1 pri ženskah). Naselje ima 36 gospodinjstev, pri čemer je povprečno število članov na gospodinjstvo 3,25.
To naselje je popolnoma srbsko (glede na rezultate popisa iz leta 2002), a v času zadnjih treh popisov je opazno zmanjšanje števila prebivalcev.
|  |

| Demografija | Demografija     | Demografija     |
| Leto        | Št. prebivalcev | Št. prebivalcev |
| ----------- | --------------- | --------------- |
|             |                 |                 |
|             |                 |                 |
|             |                 |                 |
|             |                 |                 |
| 1948        | 356             |                 |
| 1953        | 382             |                 |
| 1961        | 360             |                 |
| 1971        | 295             |                 |
| 1981        | 216             |                 |
| 1991        | 129             | 127             |
| 2002        | 122             | 117             |
|             |                 |                 |

| Etnična sestava po popisu iz leta 2002 | Etnična sestava po popisu iz leta 2002 | Etnična sestava po popisu iz leta 2002 | Etnična sestava po popisu iz leta 2002 | Etnična sestava po popisu iz leta 2002 |
| -------------------------------------- | -------------------------------------- | -------------------------------------- | -------------------------------------- | -------------------------------------- |
| Srbi                                   | Srbi                                   |                                        | 117                                    | 100,0%                                 |
| Neznano                                | Neznano                                |                                        | 0                                      | 0,0%                                   |